# Позняк Володимир Тимофійович
Володимир Тимофійович Позняк (21 вересня 1930, Лиса Гора — 5 червня 1992, Київ) — український радянський історик КПРС. Доктор історичних наук (1981), професор. Заслужений працівник вищої школи УРСР.

## Життєпис
Народився 21 вересня 1930 року в селі Лиса Гора на Миколаївщині в селянській родині. Після закінчення Лисогірської середньої школи з золотою медаллю вступив на І курс історичного факультету Київського державного університету імені Т. Г. Шевченка, який закінчив з відзнакою. Ставши студентом, він наполегливо і методично, плідно працював над собою, оволодівав знаннями. Це був допитливий і працелюбний студент.
Після закінчення університету деякий час працював в музеях міста Києва. З 1960 року і до останніх днів життя працював викладачем історії, старшим викладачем, доцентом, професором, заступником завідувача кафедри, виконував обов'язки Вченого секретаря в Київському державному університеті імені Т.Шевченка. Наполеглива робота на кафедрі історії стала для Володимира Тимофійовича доброю, плідною школою, базою для зростання як фахівця і людини. Без відриву від роботи на кафедрі підготував і в листопаді 1966 року захистив кандидатську дисертацію.

Могила Володимира Позняка, Байкове кладовище

Був секретарем комсомольської організації, членом Лисогірського райкому комсомолу, керівником групи доповідачів райкому комсомолу, за що відзначений Почесною грамотою ЦК ВЛКСМ.
У вересні 1967 року обраний на посаду доцента. У жовтні 1981 року захистив докторську дисертацію, а через рік став професором.
Помер на 62-му році життя 5 червня 1992 року. Похований разом з дружиною на Байковому кладовищі (ділянка № 49а, 50°25′0.16″ пн. ш. 30°30′6.09″ сх. д. / 50.4167111° пн. ш. 30.5016917° сх. д.), на одній ділянці з земляком Борисом Мозолевським.

## Наукова діяльність
Активно займався науково-дослідницькою роботою. Керував науковими дослідженнями студентів, аспірантів, пошукувачів, консультував докторантів. Був автором більше 100 наукових публікацій: монографій, книг, статей, підготував близько 15 кандидатів наук.
Був членом декількох спеціалізованих рад із захисту кандидатських і докторських дисертацій з історії України і всесвітньої історії. Був членом редакційних колегій кількох часописів і всеукраїнських наукових збірників, тривалий час виконував обов'язки вченого секретаря Київського державного університету імені Т.Шевченка.
Досліджував партійне будівництво КПРС, активно пропагував ідеї партії.

## Науковий доробок (частковий)
- Деятельность Коммунистической партии Украины по развертыванию внутрипартийной демократии на основе решений XX съезда КПСС (1956—1961 гг.): диссертация кандидата исторических наук : 07.00.00. — Киев, 1966. — 334 с.
- Актуальные проблемы коммунистического строительства / [А. А. Чухно, В. П. Горшков, В. Т. Позняк и др. ; Науч. ред. В. П. Горшков]. — Киев: Вища школа. Изд-во при Киев. ун-те, 1977. — 383 с.; 20 см.
- Развитие КПСС ленинского принципа коллективности руководства и его осуществление в партийных организациях Украины в условиях коммунистического строительства: диссертация доктора исторических наук : 07.00.01. — Киев, 1980. — 457 с.
- Ленинское учение о партии нового типа и современность / В. Т. Позняк, Л. М. Новохатько. — Киев: о-во «Знание» УССР, 1983. — 16 с.; 20 см.
- XXVII съезд КПСС о дальнейшем развитии партии / В. П. Горшков, В. Т. Позняк. — Киев: Вища шк. : Изд-во при Киев. гос. ун-те, 1987. — 106,[3] с.; 20 см.
- XXVII съезд КПСС: актуальные проблемы теории и практики совершенствования социализма / [Я. С. Калакура, В. П. Шевчук, В. Т. Позняк и др.]. — Киев: Вища шк., 1987. — 323,[1] с.; 21 см.